# Cantó de La Côte-Saint-André
El cantó de La Côte-Saint-André era una divisió administrativa francesa del departament de la Isèra, situat al districte de Vienne. Comptava amb 16 municipis i el cap era La Côte-Saint-André. Va desaparèixer el 2015.

## Municipis
| - Arzay - Balbins - Bossieu - Champier - Commelle - La Côte-Saint-André - Faramans - Gillonnay | - Mottier - Nantoin - Ornacieux - Pajay - Penol - Saint-Hilaire-de-la-Côte - Sardieu - Semons |

## Història
| Data d'elecció                           | Identitat           | Partit          | Qualitat |
| ---------------------------------------- | ------------------- | --------------- | -------- |
| 1945-1951                                | M. Sautreaux        | radical         |          |
| 1951-1958                                | Gabriel Abel        | Divers droite   |          |
| 1958-1994                                | Jean Boyer          | RI, després UDF |          |
| 1994-2008                                | Joseph Manchon      | DL              |          |
| 2008-2015                                | Jean-Pierre Barbier | UMP             |          |
| les dades anteriors no són pas conegudes |                     |                 |          |
|                                          |                     |                 |          |

| 1962  | 1968  | 1975  | 1982  | 1990   | 1999   | 2007   |
| ----- | ----- | ----- | ----- | ------ | ------ | ------ |
| 8.705 | 9.140 | 9.655 | 10.67 | 11.385 | 12.322 | 14.428 |